# Шарошечное бурение

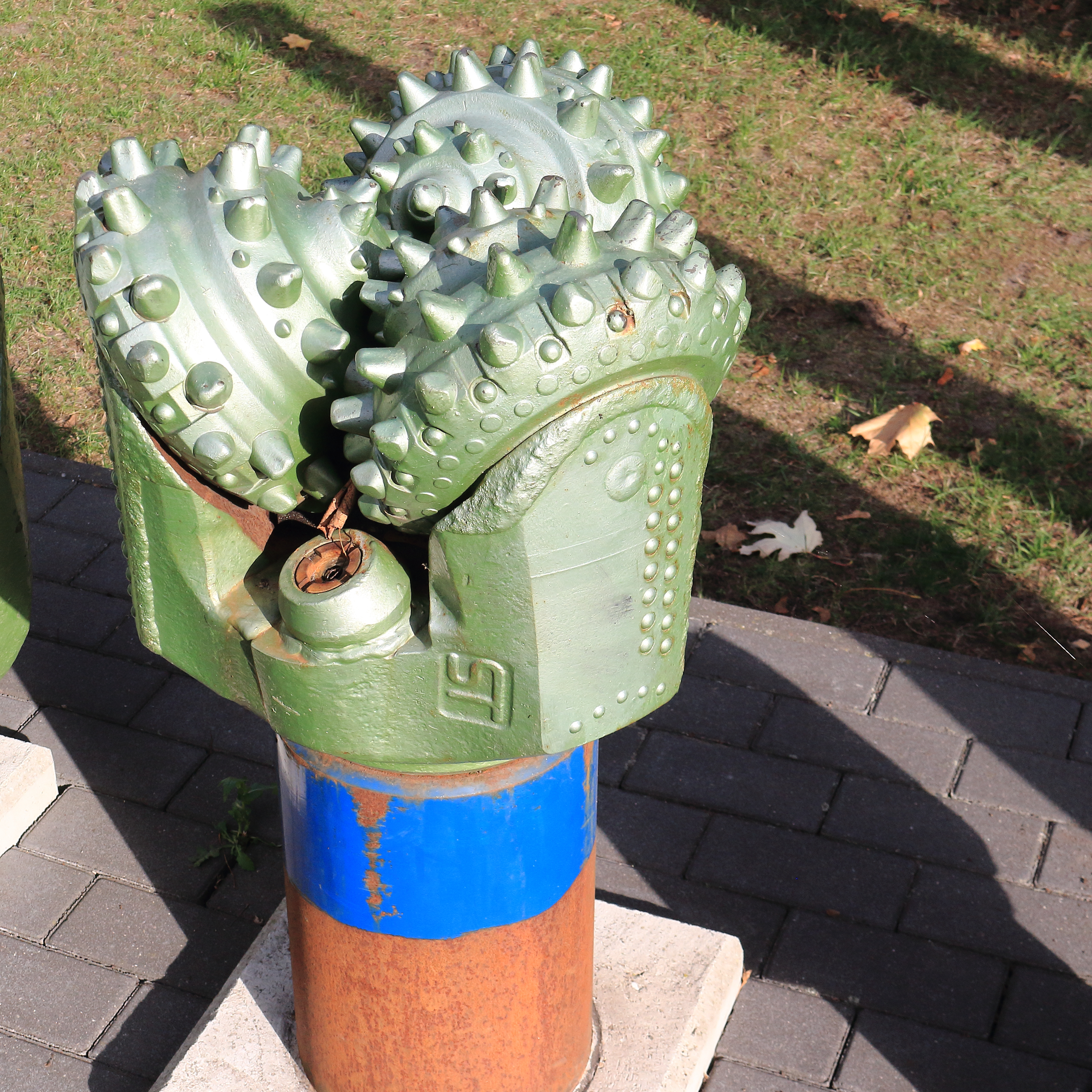
Шарошечное долото

Шарошечное бурение — способ бурения скважин с использованием шарошечного долота — важного элемента бурового оборудования. Впервые было применено в США в 1920-х годах. В России этот способ бурения применяется с 1930-х гг. для бурения нефтяных и газовых скважин.
При шарошечном бурении горные породы разрушаются стальными или твёрдосплавными зубками шарошек, вращающимися на опорах бурового долота, которое, в свою очередь, вращается и прижимается с большим осевым усилием к забою.

## Шарошечные станки
В станках шарошечного бурения как правило разрушающим инструментом является шарошечное (-двух, -трёх) долото. Для разрушения породы требуется осевое давление и определённое число оборотов буровой штанги.
Такие станки позволяют бурить скважины от 72 до 500 м. В горном производстве используются шарошки от 75 до 320 мм. Российские/советские станки для таких работ — это:
СБШ-200
- длина L=30 м
- диаметр скважин (долота) d=190—243 мм
- мощность двигателя вращателя N=55 кВт
- давление на забой P=25—30 т

СБШ-250
- длина L=32—40 м
- диаметр скважин(долота) N=d=214—269 мм
- мощность двигателя вращателя P=55 кВт